# 冷志义
冷志义（1960年5月—），山东平度人，汉族，中国共产党党员，中国人民解放军少将。第十三届全国人民代表大会解放军和武警部队代表。

## 生平
曾仼河南省军区副政委，四川省军区政委，军委巡视组副组长、正军职巡视专员等职。